# Back Home (MadMan)
Back Home è il terzo album in studio del rapper MadMan, pubblicato il 2 febbraio 2018 dalla Tanta Roba e dalla Universal Music Group.

## Tracce
1. Niente proprio – 2:57
2. Trapano – 2:53
3. Successo – 3:19
4. Salsa – 3:47
5. Ciò che fa per me – 2:46
6. Hollywood (feat. Gemitaiz) – 3:19
7. Extraterrestri (feat. Priestess) – 3:27
8. Centro (feat. Coez) – 3:04
9. Niente da dividere – 3:03
10. Storie – 2:44
11. Mickey Rourke – 3:53
12. Grande – 2:20

MM vol. 2 Mixtape – CD bonus nell'edizione deluxe
1. Intro – 2:10
2. Bolla papale Freestyle – 2:00
3. QRGZZ RMX – 2:22
4. Solo con me – 3:11
5. Mary Jane – 3:41
6. Il momento – 3:33
7. Veleno 6 (feat. Gemitaiz) – 3:22
8. Migliori dei miei (feat. Mattaman) – 3:22
9. Nel cervello (feat. Blue Virus) – 3:21
10. Fresco fresco (feat. Aquadrop) – 2:55

## Formazione
Musicisti
- MadMan – voce
- Gemitaiz – voce aggiuntiva (traccia 6)
- Priestess – voce aggiuntiva (traccia 7)
- Coez – voce aggiuntiva (traccia 8)

Produzione
- Ombra – produzione (tracce 1, 4, 6, 7, 9 e 11)
- Kang Brulee – produzione (traccia 1)
- Pherro – produzione (tracce 2 e 3)
- PK – produzione (tracce 4-9, 11)
- NTG.World – produzione (traccia 10)
- Tha Radio – produzione (traccia 10)
- Dub.IO – produzione (traccia 12)